# Fakir
En fakir eller faqir (arabisk: فقیر (navneord af faqr)), afledt af faqr (arabisk: فقر, "fattigdom") er en Sufi muslimsk asket, som har aflagt ed om fattigdom og gudsdyrkelse, og har frasagt sig alle relationer og ejendele. Fakirer er mest udbredt i mellemøsten og sydasien. En fakir regnes for at være selvtilstrækkelig og kun eje det åndelige behov efter Gud.